# HD189971
HD189971 — хімічно пекулярна зоря спектрального класу A1, що має видиму зоряну величину в смузі V приблизно  8,8.
Вона  розташована на відстані близько 712,1 світлових років від Сонця.